# Powiat Görlitz (Śląsk)

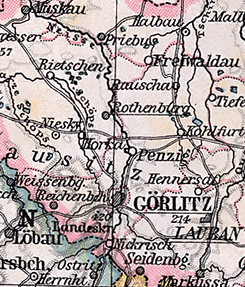
Landkreis Görlitz, 1905

Powiat Görlitz (niem. Landkreis Görlitz, pol. powiat zgorzelecki) – istniejący w okresie od 1816 do 1947. Do 1945 należał do pruskiej Prowincji Śląsk, do 1952 bez miejscowości na wschód od Nysy Łużyckiej należał do Regionu Saksonii.

## Terytorium
Powiat Görlitz 1 stycznia 1945 obejmował 87 gmin i majątków ziemskich görlitzkich terenów leśnych. Siedziba władz powiatu znajdowała się w mieście na prawach powiatu Görlitz.

## Po 1945
W 1945 roku Polsce przypadła północno-wschodnia część Landkreis Görlitz z m.in. miejscowościami Pieńsk, Ruszów i Węgliniec. Mniejsza południowo-zachodnia część powiatu zgorzeleckiego (z m.in. miejscowoścami Reichenbach/O.L. i Nickrisch (Hagenwerder)) pozostała w Niemczech. Siedziba powiatu – Görlitz, która nie wchodziła w jego skład (stanowiła oddzielny powiat miejski) została przedzielona granicą państwową. Z polskiej części powiatu zgorzeleckiego utworzono polski powiat zgorzelecki, który wszedł w skład woj. wrocławskiego (1946).

## Zmiany nazw miejscowości
- Deschka: Auenblick,
- Krischa: Buchholz (Niederschles.),
- Niecha: Buschbach,
- Nieda: Wolfsberg (Niederschles.),
- Nikrisch: Hagenwerder,
- Posottendorf-Leschwitz: Weinhübel,
- Sercha: Burgundenau,
- Sohra: Kesselbach (Niederschles.),
- Sohr Neundorf: Florsdorf,
- Tetta: Margaretenhof (Niederschles.),
- Wendisch Ossig: Warnsdorf (Niederschles.).